# 독점자본주의
독점자본주의는 마르크스 경제학에서 자본주의의 발전 단계중 하나를 일컫는 말이다.

## 개요
칼 마르크스는 자유경쟁은 필연적으로 독점을 낳는다고 했지만, 이러한 독점자본주의 이론은 1920년 블라디미르 레닌에 의하여 공식화되었다.
레닌의 견해에 따르면, 독점자본주의는 산업자본과 은행 자본의 독점이 진행되며, 양자의 유착된 독점 금융 자본이 지배적인 경제주체가 되는 자본주의의 특수한 발전단계이다. 이것이 발전하여 국가와 독점자본이 결부되어 자본주의의 유지를 꾀한 국가 독점자본주의라고 부르는 단계가 된다. '생산의 사회적 성격'과 '취득의 사적 성격'의 대립에 의해 자본주의의 모순은 격렬함을 더해진다. 역사적으로는 자유경쟁단계에 있었던 19세기의 자본주의 가운데 생산의 집적・집중에 기초한 자본의 집적・집중이 일어나 주식회사제도를 적극적으로 도입한 대규모의 독점자본이 등장하여 경제에 지배적인 힘을 발휘하게 된 20세기 자본주의를 가리킨다.

## 참고 문헌
- 블라디미르 레닌, 《제국주의론》

## 같이 보기
- 카르텔